# 野木村
野木村（のぎむら）は福井県遠敷郡にあった村。現在の三方上中郡若狭町の南西部、北川右岸にあたる。

## 地理
- 河川 ： 北川

## 歴史
- 1889年（明治22年）4月1日 - 町村制の施行により、杉山村、堤村、加福六村、兼田村、武生村、玉置村、上野木村、中野木村及び下野木村の区域をもって、野木村が発足する。
- 1954年（昭和29年）1月1日 - 三宅村、鳥羽村、瓜生村、熊川村及び野木村が合併して、上中町が発足する。